# Game of Emperors
Game of Emperors este un joc de strategie online multiplayer în timp real dezvoltat de compania bulgară de producție de jocuri Imperia Online Ltd.  Jocul a fost lansat în februarie 2016 și a fost tradus în 30 de limbi.

## Modul de joc
Game of Emperors este un joc  din epoca medievală.  Jucătorii își dezvoltă propriile orașe construind clădiri economice și militare, cercetând în universitate și extinzându-și armata care va lupta în lupte. Toți jucătorii încearcă să mențină Fericirea la niveluri maxime astfel încât să nu piardă sau să câștige populație pentru migrație. De asemenea, jucătorii pot comunica între ei folosind mesaje în joc și pot crea sau adera în alianțe. 

### Începerea unui joc
Jucătorii trebuie să se înregistreze gratuit la www.gameofemperors.com pentru a se alătura jocului. Aceștia trebuie să furnizeze un nume de utilizator, o adresă de e-mail și o parolă. După conectare, jucătorii urmează un tutorial care îi ghidează prin diferite aspecte ale jocului și oferă recompense pentru finalizarea cu succes. După tutorial încep să apară misiuni pentru jucători.

### Provincii și clădiri
Aceasta este principala unitate administrativă din joc. Este un cuvânt comun pentru toate teritoriile din zona din jurul capitalei pe care jucătorul a cucerit-o. Jucătorii pot avea mai multe provincii prin anexarea pe Harta Globală. Pentru anexare, au nevoie de un nivel vacant de centralizare (fiecare nivel permite  anexarea unei provincii) și o victorie asupra provinciei independente. Punctele obținute de jucători pentru anexarea unei provincii corespund clădirilor din noua provincie
Există aproape 30 de clădiri în joc și fiecare are o funcție specială. Clădirile sunt construite și modernizate printr-o clădire principală, numită Primărie. Primăria este clădirea cu care fiecare jucător începe jocul. Cele două tipuri principale de clădiri sunt separate în „Economice” și „Militare”.

### Oameni măreți
Fiecare portret al unui om măreț din Palat duce la profilul său. Din ecranul de profil jucătorii pot verifica starea civilă a oamenilor măreți, nivelurile de experiență, talentele înnăscute și abilitățile dobândite. Aceștia pot fi numiți ca succesori la tron sau pot fi trimiși ca și candidați la căsătorie altor jucători. Selectarea abilităților și îmbunătățirea experienței sunt efectuate tot din profilul oamenilor măreți. Abilitățile de guvernator stimulează dezvoltarea generală a provinciei cum ar fi producția de resurse și trupe în timp ce abilitățile de general favorizează abilitățile în timpul luptei. Generalii pot fi capturați de armata opusă dacă o luptă este pierdută de un jucător. 

### Populația
Populația din Game of Emperors poate crește odată cu dezvoltarea Medicinii și/sau activarea Premium. Dacă există pierderi din cauza lipsei de ferme, creșterea nivelului fermelor va reduce aceste pierderi și  va îmbunătăți creșterea netă. Dacă fericirea nu se menține ridicată înseamnă pierderi ale populației.  Cu cât este mai mică Fericirea medie cu atât este mai mare șansa de a pierde mai mulți oameni. După ce Populația a atins limita de populație permisă de nivelul actual de Case aceasta ramâne fără adăpost. Creșterea populației fără adăpost este de două ori mai mică. Acei oameni pot fi recrutați pentru armată dar nu pot fi angajați în mine pentru că nu produc resurse. Pentru a-i folosi, jucătorii ar trebui să construiască suficiente niveluri de Case. Când numărul populației ajunge la 200 000 nu mai poate fi adunată populația fără adăpost.

### Alianțe
Alianțele din Game of Emperors sunt grupuri de jucători care își împărtășesc propria strategie. Membrii alianței donează resurse în trezoreria alianței care sunt folosite pentru cercetarea tehnologiilor, construirea clădirilor alianței, extinderea influenței culturale și militare etc.  Aliații se pot sprijini reciproc într-un mod economic și militar prin modulul de transfer de aur. Alianțele sunt clasificate într-un clasament separat bazat pe suma totală a punctelor valorii nete ale tuturor membrilor.

### Resurse
Rseursele sunt necesare resurse pentru dezvoltarea provinciilor și a armatei. Trei dintre ele, lemn, fier și piatră, sunt produse de clădiri care generează resurse: fabrică de cherestea, mină de fier și carieră de piatră. Resursele sunt de asemenea  bogății pe care muncitorii le produc în minele imperiului precum și impozitele colectate de la populație. Toate acestea pot fi investite în construcții, cercetare și armată. Producția resurselor poate fi mărită prin modernizarea celor trei structuri generatoare de resurse astfel încât să fie create noi locuri de muncă vacante și astfel posibilitatea creșterii producției. A patra resursă principală este Aurul. Aurul este folosit pentru aproape orice tip de cercetare, instruire militară și dezvoltare a clădirilor. Este de asemenea moneda universală pentru cumpărarea și vânzarea celor trei tipuri de resurse. Aurul este colectat prin impozite, vânzarea resurselor pe piață, asedii de fortăreață, dobânzi de depozit și ca una dintre recompensele posibile din diferitele cufere acordate în joc. Există de asemenea așa numitele „Resurse speciale” care pot fi găsite în tot regatul. Există mai mult de 50 de tipuri de resurse speciale iar scopul lor principal este acordarea de bonusuri pentru diferite statistici în joc cum ar fi producția resurselor, unitățile militare, câștigul de experiență etc.
Cantitatea maximă din fiecare resursă pe care o provincie o poate ascunde înainte ca producția să fie blocată este determinată de nivelul Fortăreței. Când capacitatea maximă este atinsă, provincia poate aduna sume și mai mari dar pur și simplu încetează să producă până când cantitatea scade sub limită sau se creează și se activează un nou nivel de Fortăreață. 

### Lupte
Game of Emperors are un sistem de luptă complex chiar dacă este construit cu doar cinci tipuri principale de unități militare. Cele cinci categorii principale de unități sunt următoarele: Lăncieri, Spadasini, Arcași, Cavalerie și Echipamente de asediu. Rezultatul fiecărei bătălii este determinat automat, ceea ce înseamnă că armatele nu pot fi controlate direct.
La inceput se luptă numai cu armata de câmp a adversarului fără a asedia Fortăreața sau a jefui populația. Singurul profit pe care îl va avea atacatorul sunt punctele militare pentru distrugerea unităților inamice și punctele de onoare. Asediul cetății se desfășoară după o luptă de câmp câstigată. Un asediu de succes al Fortăreței va jefui resurse. Dacă se alege Asediu, trupele vor ataca populația adversarului. În acest caz aurul se câștigă pentru fiecare om care este ucis. De asemenea, va exista o pedeapsă aceasta fiind scăderea  punctelor de onoare.

## Dezvoltare
În februarie 2016 Game of Emperors este lansat. Game of Emperors este un joc de browser, poate fi jucat atât pe Facebook cât și în cea mai mare rețea socială rusă - Odnoklassniki.
În decembrie 2017 Game of Emperors debutează pe toate platformele Windows Phone și Windows Tablet.
În 2018 Game of Emperors este lansat pe Armor Games , unul dintre cele mai mari site-uri web pentru jocuri browser.
La începutul anului 2019 „Global chat” este lansat în toate domeniile - o caracteristică care îmbunătățește elementul social al jocului și permite jucătorilor să comunice între ei.

## Premii și nominalizări
Premiile BAIT 2016
- Nominalizat la categoria "Software de divertisment": Imperia Online JSC cu jocul Game of Emperors

Premiile Asociației Dezvoltatorilor de Jocuri Independente 2018
- Nominalizat pentru cel mai bun joc de strategie

Indie Prize Awards Londra 2018
- Nominalizat pentru Premiul Indie

## Limbi
| Bulgară  | Engleză  | Portugeză | Braziliană |
| Spaniolă | Italiană | Română    | Turcă      |
| Sârbă    | Croată   | Poloneză  | Germană    |
| Arabă    | Frenceză | Rusă      | Ucraineană |
| Cehă     | Macedonă | Greacă    | Suedeză    |
| Japoneză | Hindusă  | Olandeză  | Slovenă    |
| Albană   | Ebraică  | Slovacă   |            |

1. 1 2 3 4 5 6 7 8 9 10 11 12 13 14 15 16 17 18  Steam, accesat în 30 martie 2022